# Nußdorf am Attersee
Nußdorf am Attersee är en ort och kommun i Österrike. Den ligger i distriktet Vöcklabruck i förbundslandet Oberösterreich, 220 kilometer väster om huvudstaden Wien. 
Kommunen består av tio orter (Ortschaften) (inom parentes invånarantal 1 januari 2024):

- Aich (142)
- Aichereben (64)
- Dexelbach (18)
- Lichtenbuch (87)
- Limberg (37)
- Nußdorf am Attersee (545)
- Parschallen (126)
- Reith (27)
- Streit (27)
- Zell (59)